# Charles Geschke
Charles M. "Chuck" Geschke (Cleveland, Ohio, 11 de setembre de 1939 - Los Altos, Califòrnia, 16 d'abril de 2021) va ser un informàtic estatunidenc conegut per haver cofundat amb John Warnock el 1982, la companyia informàtica Adobe Systems, que publica programari gràfic.

## Biografia
Charles Matthew Geschke va néixer a Cleveland, Ohio, l'11 de setembre de 1939.Va anar a l'institut Saint Ignatius.
Geschke va obtenir un AB en Clàssiques el 1962 i un màster en Matemàtiques el 1963, tots dos de la Universitat Xavier. Va ensenyar matemàtiques a la Universitat John Carroll del 1963 al 1968. El 1972 va completar els seus estudis de doctorat en informàtica a la Universitat Carnegie Mellon sota la direcció de William Wulf. Va ser coautor del llibre de Wulf de 1975, The Design of an Optimizing Compiler.

### Adobe
Geschke i Warnock van fundar Adobe en el garatge de Warnock el 1982, posant-li a l'empresa Adobe Creek. La utilització de PostScript als  ordinadors Apple va donar un dels primers  sistemes d'autoedició (DTP), que permetia als usuaris redactar documents en un ordinador personal i imprimir-los tal com apareixien a la pantalla. Per la seva alta qualitat i velocitat d'impressió, la innovació "va generar tota una industria" en la impressió i publicació modernes.
Des de desembre de 1986 fins a juliol de 1994, Geschke va ser el director d'operacions d'Adobe, i des d'abril de 1989 fins a abril de 2000 va ser el president de l'empresa. Geschke es va retirar com a president d'Adobe el 2000, poc abans que el seu soci Warnock deixés el càrrec de director executiu. Geschke també va ser copresident de la Junta d'Adobe des de setembre de 1997 fins a 2017.
Adobe va ser mencionat a 'Forbes 400 Best Big Companies' el 2009, i va ocupar el lloc 1.069 a la llista Forbes Global 2000 el 2010.

## Segrest de 1992
El matí del 26 de maig de 1992, quan Geschke arribava a treballar a Mountain View, Califòrnia, va ser segrestat a punta de pistola al pàrquing d'Adobe per dos homes, Mouhannad Albukhari, de 26 anys, de San José, i Jack Sayeh, de 25 anys, de Campbell. Un portaveu de l'FBI va informar que l'agència va supervisar les trucades telefòniques que els segrestadors van fer a la dona de Geschke, exigint un rescat. El portaveu va afegir que Albukhari va ser arrestat després de recuperar el rescat de 650.000 dòlars que la filla de Geschke va deixar en un punt determinat. Un agent de l'FBI va explicar que "després d'una discussió amistosa", Albukhari els va portar a un bungalow a Hollister, on Sayeh havia segrestat Geschke. Geschke va ser posat en llibertat il·lès després de ser detingut durant quatre dies, tot i que va dir que estava encadenat. Els dos segrestadors van ser finalment condemnats a cadena perpètua.
Geschke va morir el 16 d'abril de 2021, als 81 anys.